# Крылова, Нина Георгиевна
Ни́на Гео́ргиевна Крыло́ва (12 октября 1925, пос. Климковка, Слободской уезд, Вятская губерния, СССР — 8 июля 1995, с. Баканас, Балхашский район, Алма-Атинская область, Казахстан) — врач Балхашской центральной районной больницы, Герой Социалистического Труда (1978).

## Биография
Родилась 12 октября 1925 года в посёлке Климковка Слободского уезда Вятской губернии (ныне — Белохолуницкого района Кировской области). По национальности русская.
Окончив в 1943 году 10 классов местной школы, поступила в Молотовский государственный медицинский стоматологический институт (Молотов ныне — Пермь), окончив его в 1948 году. По распределению была направлена врачом в центральную районную больницу в селе Баканас, где трудилась в течение около 40 лет (до выхода на пенсию), меняя при необходимости только специализации: стал необходим фтизиатр — прошла соответствующую переподготовку, а когда понадобился рентгенолог — обучилась на рентгенолога.
Указом Президиума Верховного Совета СССР от 23 октября 1978 года «за большие заслуги в развитии народного здравоохранения» удостоена звания Героя Социалистического Труда с вручением ордена Ленина и золотой медали «Серп и Молот».
Избиралась членом Балхашского райкома Компартии Казахстана, депутатом Балхашского районного Совета, председателем постоянной комиссии по здравоохранению и социальному обеспечению районного Совета.
Жила в селе Баканас, где скончалась 8 июля 1995 года, похоронена на местном кладбище.
Заслуженный врач Казахской ССР.
Награждена орденом Ленина (23.10.1978), медалями.